# Borneo-Schwarzbindenhörnchen
Das Borneo-Schwarzbindenhörnchen (Callosciurus orestes) ist eine Hörnchenart aus der Gattung der Echten Schönhörnchen (Callosciurus). Sie kommt im Norden der Insel Borneo vor.

## Merkmale
Das Borneo-Schwarzbindenhörnchen erreicht eine Kopf-Rumpf-Länge von etwa 15 Zentimetern und ein Gewicht von etwa 280 Gramm. Der Schwanz erreicht ebenfalls eine Länge von etwa 14 bis 15 Zentimetern und ist damit etwa so lang wie der Restkörper. Die Rückenfärbung der Tiere ist braun mit einer feinen Sprenkelung von hellerem Braun. Hinter den Ohren hat die Art einen sandfarbenen Fleck und an den Seiten dünne Streifen, von denen der obere weiß und der untere schwarz ist. Der Bauch ist grau, manchmal dunkelgrau oder heller mit rötlichem Einschlag.

## Verbreitung

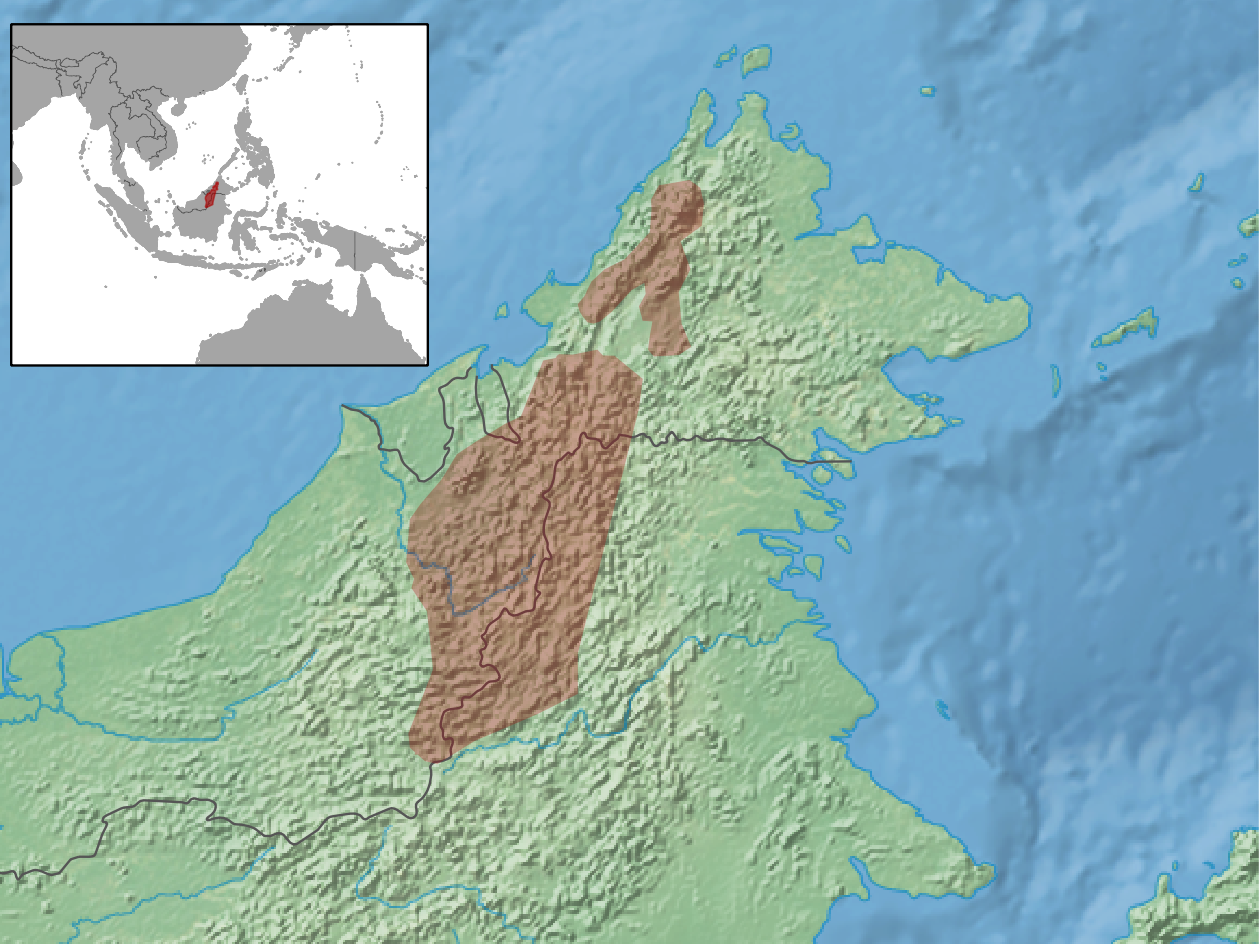
Verbreitungsgebiet (braun) des Borneo-Schwarzbindenhörnchens

Das Borneo-Schwarzbindenhörnchen kommt im nördlichen Borneo in den malaiischen Provinzen Sarawak und Sabah sowie dem indonesischen Kalimantan vor. Als Art der mittleren Höhenlagen kommt es im Hochland von Sarawak im Kelabit in Höhen über 1100 Meter, am Kinabalu in Höhen von 1100 bis 1700 Meter und am Mount Dulit um 1200 Meter vor.

## Lebensweise
Das Borneo-Schwarzbindenhörnchen ist wie alle anderen Arten der Gattung primär baumlebend (arboricol). Es kommt nur in den Wäldern der unteren bis mittleren Bergregionen sowie vielleicht seltener auch in den höher gelegenen Wäldern aus Zweiflügelfruchtbäumen vor. Es lebt vor allem in kleineren und mittelgroßen Bäumen und wie alle anderen Arten der Gattung ernährt sich auch diese Art primär von Pflanzen, vor allem Früchten, hinzu kommen Insekten, hier zumeist Ameisen.

## Systematik
Das Borneo-Schwarzbindenhörnchen wird als eigenständige Art innerhalb der Gattung der Echten Schönhörnchen (Callosciurus) eingeordnet, die aus 15 Arten besteht. Die wissenschaftliche Erstbeschreibung stammt von Oldfield Thomas aus dem Jahr 1895, der die Art anhand von Individuen vom Mount Dulit in Sarawak, Malaysia, beschrieb.
Innerhalb der Art werden neben der Nominatform keine weiteren Unterarten unterschieden.
Der Artzusatz im wissenschaftlichen Namen bezieht sich auf Orestes aus der griechischen Mythologie.

## Status, Bedrohung und Schutz
Das Borneo-Schwarzbindenhörnchen wird von der International Union for Conservation of Nature and Natural Resources (IUCN) als nicht gefährdet (Least Concern) eingeordnet. Die Art lebt überwiegend in mittleren Höhenlagen, die von Lebensraumveränderungen und Holzeinschlag nur gering betroffen sind, bestandsgefährdende Risiken sind nicht bekannt.

## Belege
1. 1 2 3 4 5  Richard W. Thorington Jr., John L. Koprowski, Michael A. Steele: Squirrels of the World. Johns Hopkins University Press, Baltimore MD 2012; S. 142–143. ISBN 978-1-4214-0469-1
2. 1 2 3  Callosciurus orestes in der Roten Liste gefährdeter Arten der IUCN 2014.2. Eingestellt von: J.W. Duckworth, B. Lee, R.J. Timmins, 2008. Abgerufen am 28. Oktober 2014.
3. 1 2 3  Callosciurus orestes In: Don E. Wilson, DeeAnn M. Reeder (Hrsg.): Mammal Species of the World. A taxonomic and geographic Reference. 2 Bände. 3. Auflage. Johns Hopkins University Press, Baltimore MD 2005, ISBN 0-8018-8221-4.
4. ↑  Beolens, Watkins & Grayson: The Eponym Dictionary of Mammals. JHU Press, 2009, S. 300 (Orestes).